# Puntius madhusoodani
Puntius madhusoodani is een straalvinnige vissensoort uit de familie van de eigenlijke karpers (Cyprinidae). De wetenschappelijke naam van de soort is voor het eerst geldig gepubliceerd in 2012 door Krishna Kumar, Benno Pereira & Radhakrishnan.